# Isopedella
Isopedella is een geslacht van spinnen uit de  familie van de Sparassidae (jachtkrabspinnen).

## Soorten
- Isopedella ambathala Hirst, 1993
- Isopedella cana (Simon, 1908)
- Isopedella castanea Hirst, 1993
- Isopedella cerina Hirst, 1993
- Isopedella cerussata (Simon, 1908)
- Isopedella conspersa (L. Koch, 1875)
- Isopedella flavida (L. Koch, 1875)
- Isopedella frenchi (Hogg, 1903)
- Isopedella gibsandi Hirst, 1993
- Isopedella inola (Strand, 1913)
  - Isopedella inola carinatula (Strand, 1913)
- Isopedella leai (Hogg, 1903)
- Isopedella maculosa Hirst, 1993
- Isopedella meraukensis (Chrysanthus, 1965)
- Isopedella pessleri (Thorell, 1870)
- Isopedella saundersi (Hogg, 1903)
- Isopedella terangana (Strand, 1911)
- Isopedella tindalei Hirst, 1993
- Isopedella victorialis Hirst, 1993